# Montipora samarensis
Montipora samarensis är en korallart som beskrevs av Nemenzo 1967. Montipora samarensis ingår i släktet Montipora och familjen Acroporidae. IUCN kategoriserar arten globalt som sårbar. Inga underarter finns listade i Catalogue of Life.